# Banh
Banh ist sowohl eine Gemeinde (französisch commune rurale) als auch ein dasselbe Gebiet umfassendes Departement im westafrikanischen Staat Burkina Faso, in der Region Nord und der Provinz Loroum. Im Jahr 2006 hatte die Gemeinde 30.332 Einwohner.